# Składy drużyn olimpijskich w piłce siatkowej kobiet 1992
Artykuł grupuje składy wszystkich reprezentacji narodowych w piłce siatkowej, które wystąpiły w turnieju siatkówki kobiet na Letnich Igrzyskach Olimpijskich w 1992 roku w Barcelonie.

## Składy drużyn
| Numer | Imię i nazwisko     |
| ----- | ------------------- |
| 1     | Ana Ida Alvares     |
| 2     | Ana Camargo         |
| 3     | Ana Moser           |
| 4     | Ana Paula Connelly  |
| 5     | Cilene Rocha        |
| 6     | Cristina Lopes      |
| 7     | Ana Flavia Sanglard |
| 8     | Fernanda Venturini  |
| 9     | Hélia Souza „Fofão” |
| 10    | Hilma               |
| 11    | Leila Barros        |
| 12    | Márcia Fu Cunha     |

| Numer | Imię i nazwisko        |
| ----- | ---------------------- |
| 1     | Walentina Ogijenko     |
| 2     | Natalia Morozowa       |
| 3     | Marina Nikulina        |
| 4     | Jelena Tiurina         |
| 5     | Irina Smirnowa         |
| 6     | Tatiana Sidorienko     |
| 7     | Tatiana Menchowa       |
| 8     | Jewgienija Artamonowa  |
| 9     | Galina Lebiediewa      |
| 10    | Swietłana Wasilewskaja |
| 11    | Jelena Czebukina       |
| 12    | Swietłana Korytowa     |

| Numer | Imię i nazwisko    |
| ----- | ------------------ |
| 1     | Cintha Boersma     |
| 2     | Erna Brinkman      |
| 3     | Heleen Crielaard   |
| 4     | Marjolein de Jong  |
| 5     | Kirsten Gleis      |
| 6     | Aafke Hament       |
| 7     | Vera Koenen        |
| 8     | Irena Machovcak    |
| 9     | Linda Moons        |
| 10    | Henriette Weersing |
| 11    | Sandra Wiegers     |

| Numer | Imię i nazwisko   |
| ----- | ----------------- |
| 1     | Tania Ortiz       |
| 2     | Marlenis Costa    |
| 3     | Mireya Luis       |
| 4     | Lilia Izquierdo   |
| 5     | Idalmis Gato      |
| 6     | Raisa O’Farrill   |
| 8     | Regla Bell        |
| 10    | Regla Torres      |
| 12    | Norka Latamblet   |
| 13    | Mercedes Calderón |
| 14    | Ivis Fernandez    |
| 15    | Magaly Carvajal   |

| Numer | Imię i nazwisko   |
| ----- | ----------------- |
| 1     | Tonia Sanders     |
| 2     | Yoko Zetterlund   |
| 3     | Kimberley Oden    |
| 4     | Lori Endicott     |
| 6     | Paula Weishoff    |
| 7     | Caren Kemner      |
| 8     | Tammy Liley       |
| 9     | Elaina Oden       |
| 12    | Janet Cobbs       |
| 13    | Tara Cross-Battle |
| 14    | Liane Sato        |
| 15    | Ruth Lawanson     |

| Numer | Imię i nazwisko  |
| ----- | ---------------- |
| 1     | Asako Tajimi     |
| 2     | Chieko Nakanishi |
| 3     | Ichiko Sato      |
| 4     | Ikuyo Namura     |
| 5     | Kazumi Nakamura  |
| 6     | Kiyoko Fukuda    |
| 7     | Kumi Nakada      |
| 8     | Michiyo Ishikake |
| 9     | Mika Yamauchi    |
| 10    | Motoko Obayashi  |
| 11    | Tomoko Yoshihara |
| 12    | Yukiko Takahashi |

| Numer | Imię i nazwisko |
| ----- | --------------- |
| 1     | Chen Fengqin    |
| 2     | Gao Lin         |
| 3     | Lai Yawen       |
| 4     | Li Goujun       |
| 5     | Li Yueming      |
| 6     | Ma Fang         |
| 7     | Su Huijuan      |
| 8     | Su Liqun        |
| 9     | Sun Yue         |
| 10    | Wang Yi         |
| 11    | Zhou Hong       |
| 12    | Wu Dan          |

| Numer | Imię i nazwisko     |
| ----- | ------------------- |
| 1     | Virginia Cardona    |
| 2     | Laura de la Torre   |
| 3     | Asunción Domenech   |
| 4     | Estela Domínguez    |
| 5     | Marta Gens          |
| 6     | Inmaculada González |
| 7     | Olga Martín         |
| 8     | Carmen Miranda      |
| 9     | Rita Oraá           |
| 10    | María del Mar Rey   |
| 11    | Inmaculada Torres   |
| 12    | Ana María Tostado   |